# هگورثینگهام
هگورثینگهام (به انگلیسی: Hagworthingham) یک روستا و محله مدنی در بریتانیا است که در لیندسی شرقی واقع شده‌است. هگورثینگهام ۳۵۹ نفر جمعیت دارد.